# Grúzia művészete

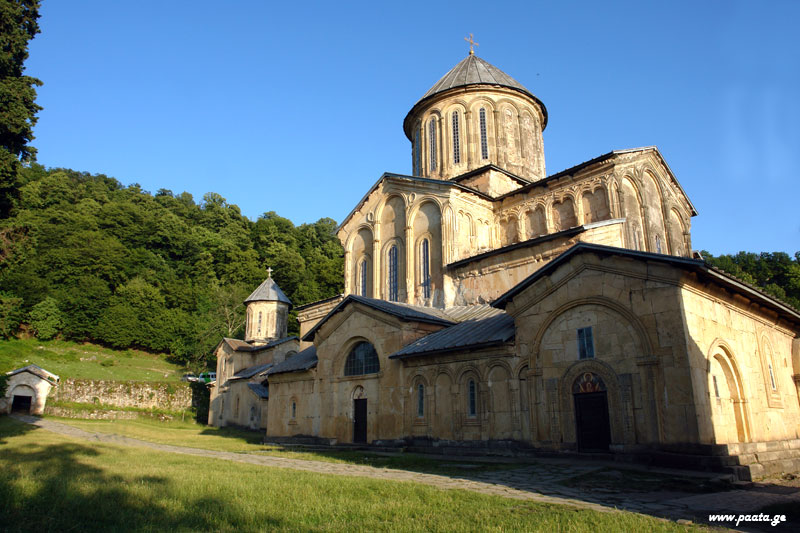
A gelati kolostor

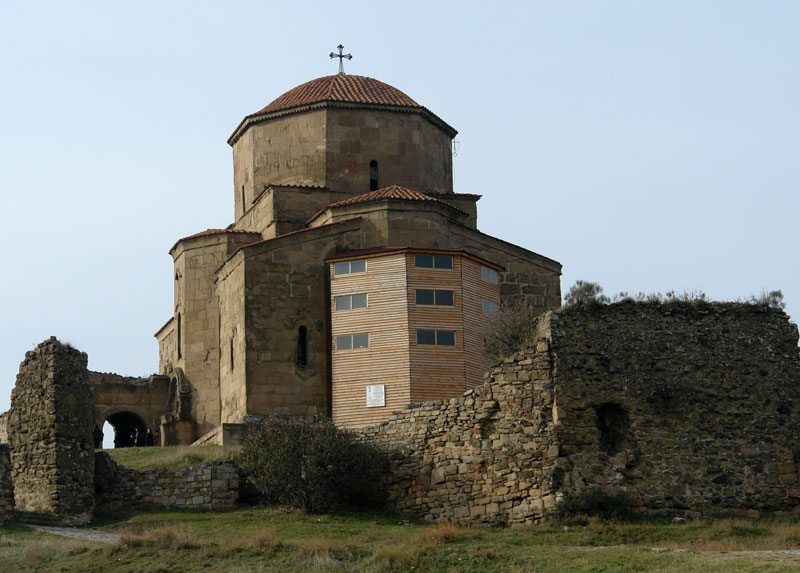
A dzsvari kolostortemplom

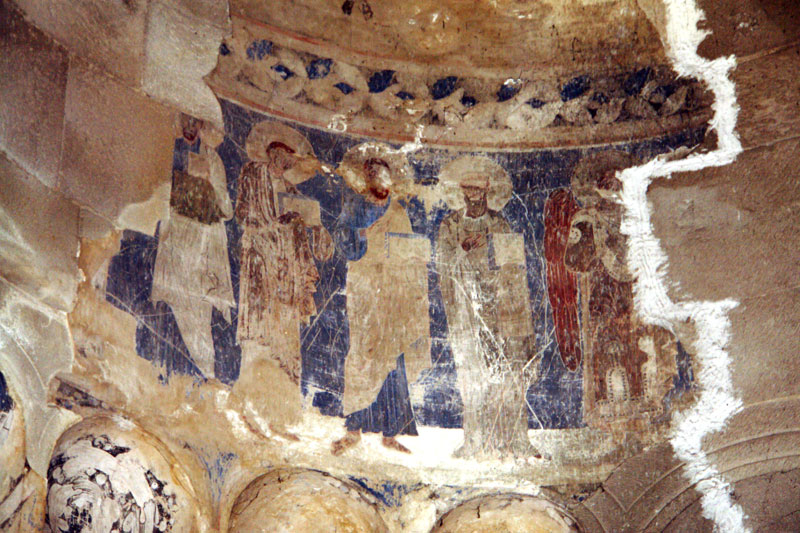
Hahuli falfestmények

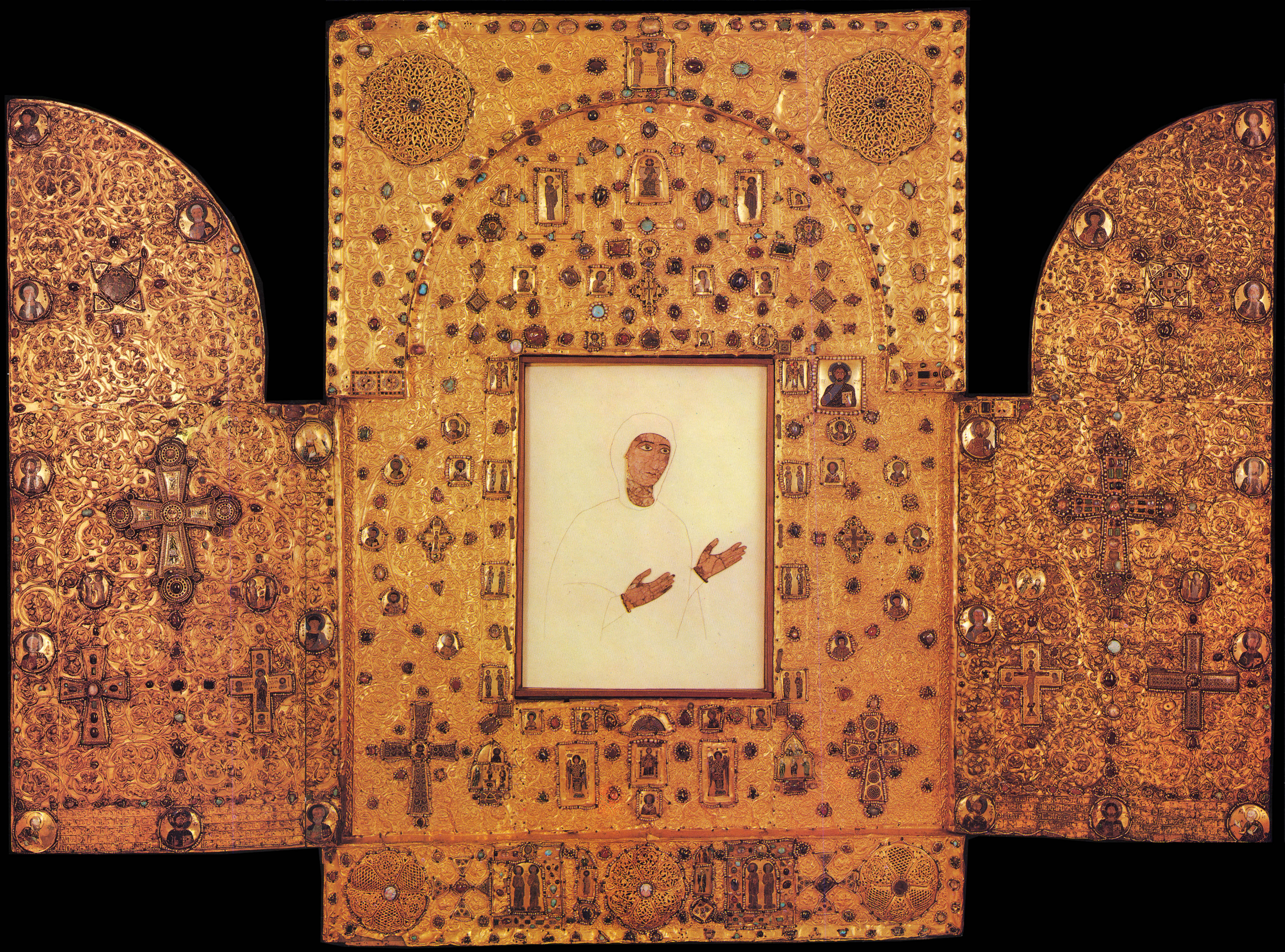
A hahuli triptichon

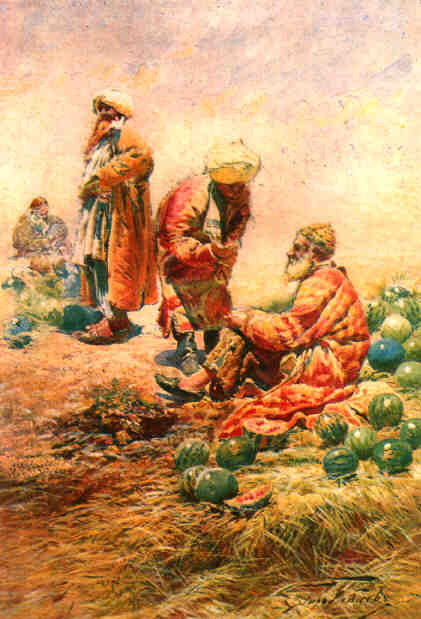
Gabasvili: Dinnyét áruló buharaiak

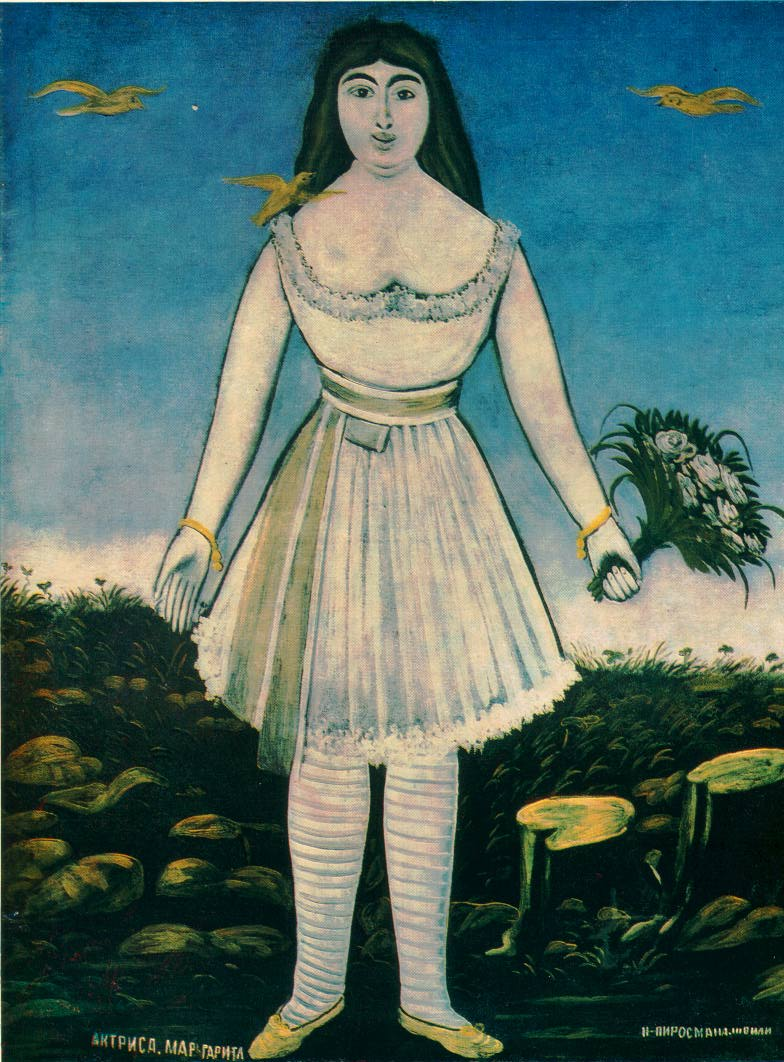
Pirosmani: Margarita (1909)

Grúzia művészete alatt Grúzia (Georgia) területén élő emberek alkotta művészetet tárgyaljuk. A magyar művészettörténeti kutatást az emlékek hozzáférhetetlensége és a grúz nyelvű szakirodalom nehezíti.

## Őskor, ókor
A terület már a kőkor óta folyamatosan lakott volt. Az újkőkorban megjelentek a megalitikus építmények (menhirek, gorodiscsék). A Kr. e. 2. évezredben virágzó fémművesség alakult ki. Ennek legsajátosabb díszei félelmetes állatalakok. A Kr. e. 6. századtól a fekete-tengeri görögök, majd a Kr. e. 1. századtól a rómaiak hatása jelent meg. Ennek az időszaknak az emléke a Mcheta területén végzett ásatások során előkerült monolit szarkofágok, gemmák, ezüsttálak.

## Középkor, kora újkor
A grúzok a kőfaragás mesterei, ilyen emlékek már az i. sz. 4-5. századból vannak. Szintén ekkori az első keresztény bazilika. A 6-7. századból számos centrális, kupolás templom maradt fenn (Dzsvari-templom Mchetában, 568-604). A területet ezután elfoglalták az arabok, és a georgiai művészet csak a 10-11. században lendült fel ismét, a középbizánci művészet erőteljes hatása alatt (Oski templom, Grigol építész műve, 958-961). Az építészethez kapcsolva lendült fel a festészet és szobrászat is (Dzsvari-templom domborművei, Cromi templom mozaikjai a tbiliszi Művészeti Múzeumban, gelati kolostor freskói). Jelentős volt a miniatúrafestészet is (Dzsrudzsi evangélium, 940, Tevdere festő műve; Tavarasvili illusztráció Rusztaveli eposzához, 16. sz.). Az iparművészeti alkotások (főleg a fémművesség) magas színvonalú, és a bizánci ikonográfia és stílus ellenére is őrzi az ősi georgiai állatmotívumokat.

## 19-20. század
1801-ben Grúzia Oroszország része lett, az orosz művészet hatása igen erőteljes lett. Megjelent a táblaképfestészet. Sok festő a szentpétervári akadémián tanult (G. Majszuradze, 1810-1885; R. N. Gvelesziani, 1859-1884; A. L. Beridze, 1858-1917; G. Gabasvili, 1862-1936). Gabasvili rakta le az életképfestészet alapjait. 1905-ig a grúz művészetben a demokratikus irányzat volt erős. Az orosz realista festők hatása nagy volt: A. R. Mrevlisvili (1866-1933) a grúz parasztok méltánytalan sorsát örökítette meg, M. I. Toidze (1871-?) Repin tanítványaként a népi életet ábrázolta. A szobrászatban jelentős J. I. Nikoladze (1876-1951) művészete.
1905 után teret hódított a nyugat-európai szimbolizmus. A szovjet korszak azonban inkább a realista hagyományokat támogatta. 1922-ben ezért hozták létre képzőművészeti főiskolát a fővárosban, ahol orosz és realista szemléletű grúz tanárok oktattak. Erős volt a szocialista realizmus irányzata is (Sz. J. Kakabadze, U. M Dzsaparidze, M. Toidze).